# 흑돌고래 교도소
흑돌고래 교도소(러시아어: Чёрный дельфи́н, 영어: Black Dolphin Prison)라는 별칭으로 잘 알려진 연방 정부 기관 - 오렌부르크 주 형법 집행 러시아 연방교정청 관할 6번 교도소(러시아어: ФКУ ИК-6 УФСИН России по Оренбургской области or Федеральное Казённое Учреждение — Исправительная Колония №6 Управления Федеральной Службы Исполнения Наказаний России по Оренбургской области)는 러시아 프리볼시스키 연방관구 오렌부르크에 있는 교정시설이다. 러시아에서 가장 오래된 교도소이며, 슈퍼 맥스 급 교도소이기 때문에 연쇄살인과 식인 및 다수 살인, 테러리스트와 국외에서 살인을 저질러 나라 망신을 시킨 자들 등의 사면의 여지가 없는 가석방이 불가능한 종신형에 처해진 죄수를 수감하는 것으로 유명하다. 사망한 이후에도 화장 뒤 교도소 내부에 있는 묘지에 묻힌다. 즉, 죽어서도 죄를 물어서 영구적으로 복역하는 석방이 불가능한 영구적인 교도소이다. 
전세계에서 가장 가혹한 교도소이며 2인 1실 수감이지만 매일 방 수색을 하고, 반입 가능 매체로는 라디오와 검열 작업을 거친 신문 그리고 서적 뿐이다.
이 교도소의 교도관들은 진압봉, 테이저건, 공포탄, 최루탄 등은 일절 소지하지 않으며 오직 실탄이 장전된 소총과 교도견만으로 수감자들을 통제한다. 수감자가 반항을 하거나 탈옥을 시도하면 그 자리에서 바로 사살한다. 또한 교도견은 맹견 중에서도 유난히 성격이 난폭한 개만 골라서 이 교도소에 배치한다.
교도관이 수감자를 이송할 때는 수감자 1명당 6명의 교도관이 이송하며 수감자는 이송할 때도 무조건 눈을 가리고 허리를 숙이고 팔은 뒤로 수갑이 채워진 채 땅만 보고 걸어가야 한다.
취침시간 외에는 침대에 눕는것까지 금지되어있으며, 취침시간 외 눕는 경우 교도관들에게 구타당한다.
세상에서 가장 가혹한 교도소인 탓에, 어지간한 거물급 범죄 조직 두목들조차 이 곳에 수감 당하지 않으려고 온갖 수단을 동원하며 빚을 져서라도 전관 변호사를 고용한다.

## 같이 보기
- 수퍼맥스 프리즌(영어판)
  - ADX 플로렌스(en:ADX Florence, 록키산맥의 알카트라즈)
- 신장위구르 재교육센터(en:Xinjiang re-education camps, 중국)
  - 중국의 대중감시
- 조선민주주의인민공화국의 정치범수용소
  - 조선민주주의인민공화국의 관리소(영어판)
- 경북북부교도소
- 흰올빼미 교도소